# Kiki Mordi
Kiki Mordi (Port Harcourt, 12 agosto 1991) è una giornalista, regista e scrittrice nigeriana.
Nel 2016 ha vinto il premio come miglior presentatrice radiofonica ai Nigerian Broadcasters Merit Awards.

## Vita e formazione
Mordi è nata a Port Harcourt, nello stato di Rivers, in Nigeria, da genitori nigeriani. Dopo la morte di suo padre, ottenne l'ammissione all'Università della Nigeria per studiare medicina, ma in seguito abbandonò a causa di molestie sessuali che subì da parte di un docente della facoltà stessa.

## Carriera
Mordi è una giornalista nigeriana, regista e scrittrice. Attualmente è giornalista della BBC Africa Eye. Nel 2017 ha avviato una petizione online per porre fine ai soprusi della polizia dopo che alcuni poliziotti nigeriani hanno perquisito la sua abitazione accusando lei ed il suo ragazzo di essere membri di una setta religiosa e le hanno chiesto dei soldi per far cadere le accuse.
Nel 2016, ha vinto il premio di miglior presentatore di programmi radiofonici ai Nigerian Broadcasters Merit Awards. Nel febbraio 2020 ha ricevuto il premio Gatefield per il giornalismo di pubblico servizio.
Ha avuto molto successo il suo documentario "Sex for Grades", prodotto dalla BBC, in cui conduce un'indagine sulle molestie sessuali che subiscono le studentesse femmine dell'Università di Lagos e dell'Università del Ghana da parte di alcuni professori; lo scandalo causato dal video ha portato alla sospensione di alcuni docenti dal servizio. Nel 2020 Mordi ha ricevuto il premio Michael Elliot dell'International Center for Journalism di Washington per questo documentario, e anche la candidatura per l'International Emmy Award nella categoria temi di attualità.